# Jaime Baeza
Jaime Orlando Baeza Zet (28 de agosto de 1962) es un exfutbolista e ingeniero comercial chileno. Fue presidente interino de la Asociación Nacional de Fútbol Profesional de Chile (ANFP) luego del escándalo protagonizado por Sergio Jadue. Su sucesor como presidente de la ANFP fue Arturo Salah.

## Carrera deportiva
Comenzó su carrera futbolística como mediocampista en las divisiones inferiores del "Club Deportivo Peñablanca" entre 1977 y 1979. En 1980 pasó a Everton de Viña del Mar, donde destacó como delantero derecho. Fue parte del equipo que logró ganar la Copa Polla Gol 1984 y el subcampeonato de la Primera División de Chile 1985. Posteriormente pasó a Huachipato, donde fue elegido el mejor jugador del equipo en 1988.
Paralelamente a su carrera como futbolista, estudió la carrera de Ingeniería Comercial en la Universidad de Valparaíso, titulándose en 1987. Durante sus últimos años como futbolista integró los planteles de Naval de Talcahuano y Deportes Melipilla, retirándose en 1994.
Tras su retiro, ha ejercido como accionista y dirigente deportivo de San Luis de Quillota, siendo representante del club y director de la ANFP, y en 2015 asumió interinamente la presidencia de la ANFP tras la salida de Sergio Jadue.

## Selección nacional
Fue convocado a la Selección de fútbol de Chile, formando parte del equipo que participó en los Juegos Olímpicos de Los Ángeles 1984.

### Participaciones en Juegos Olímpicos
| Olimpiadas            | Sede           | Resultado        |
| --------------------- | -------------- | ---------------- |
| Juegos Olímpicos 1984 | Estados Unidos | Cuartos de final |

## Clubes
| Club               | País  | Año       |
| ------------------ | ----- | --------- |
| Everton            | Chile | 1980-1985 |
| Rangers de Talca   | Chile | 1987      |
| Huachipato         | Chile | 1988-1989 |
| Naval              | Chile | 1990      |
| Everton            | Chile | 1991-1992 |
| Deportes Melipilla | Chile | 1993      |
| Everton            | Chile | 1994      |